# Kovács Ödön (tanár)
Székelykeresztúri Kovács Ödön (Mezőbánd, 1844. február 4. – Nagyenyed, 1895. május 16.) teológiai doktor, református teológiai tanár.

## Élete
Kovács János és mezőbándi Kovács Mária fia, Kovács Albert teológiai tanár és író testvéröccse. A gimnáziumot, valamint a teológiai előkészítő és a jogi tanfolyamot 1863-ban Marosvásárhelyt, a teológiát 1865-ben Nagyenyeden végezte. Miután egy évet kollegiumi köztanítóságban töltött, külföldre ment és 1866 őszén az utrechti, 1868. október 15-én pedig a leideni egyetem hallgatója lett, mely 1869. május 31-én teológiai doktorrá avatta. Még ez évben elfoglalta Nagyenyeden az akkor felállított akadémiai negyedik teológiai tanszéket; dogmatikát és vallásbölcseletet tanított, kezdetben egy ideig a keleti nyelveket is. 
A magyar református egyház teológiai oktatásának magasabb színvonalra emelésében jelentékeny tényező volt. Tagja volt az erdélyi egyházkerület igazgató-tanácsának, a debreceni 1881. évi zsinatnak és tagja szinte haláláig az egyetemes konventnek is. Nevezetes szerepe volt a magyarországi protestáns egyletben. Az egyházkerületi ellenzékhez tartozott és Nagy Péter halálával, ennek ő volt a püspökjelöltje és így Szász Domokosnak hatalmas ellenfele. Amikor pedig Szász Domokos püspök az enyedi teológiai akadémiát Kolozsvárra, az egyetem mellé akarta vinni, megint csak Kovácsot találta szemben e tervével.

## Írásai
Cikkei a Protestáns Egyházi és Iskolai Lapban (1868. A bibliai tanulmány Hollandban, A vallástudomány az egyetemen, 1876., 1885., 1889. Keresztes József irodalmi hagyatékéról, 1890. sat.), a Prot. Tudom. Szemlében (1871. A theologia és az új világnézet, A theologia és vallástudomány, A vallástudomány, A vallástudomány története és részei), az Egyházi Reformban (1872. Jézus vallásának szellemi jelentősége), az Erdélyi Prot. Közlönyben (1872. A lelkészi esküminta, 4 czikk), az Egyházi Szemlében (1875. A lelkészképzés kérdéséhez), a nagyenyedi Egyházi és Iskolai Szemlében (A dogmáról, Van-e a ref. egyházban egyházi tan?, A csudáról, Lehet-e a nép vallása a művelteké is? Krisztus halála és az úrvacsora, A theol. tanárok tanszabadsága, 1877-78. Hogyan és miről prédikáljunk? 15 czikk, és kisebb czikkek), Tájékozás az újabb theologia körében, Budapest, 1879. c. műben (A legújabb hittani rendszerek), a Bethlen főtanoda Értesítőiben (1883. A tanévet bezáró beszéd sat. évf.), a nagyenyedi Közérdekben (1886. 30. sz. Lőte Lajos tanár emléke).

## Munkái
- Het protestantisme in Hongarije gedurende de laatste twintig Jaren. Leiden 1869 (Doktori dissertatio. Ism. Egyházi Reorm 1875)
- A theologia helyzete az egyetemen. Pest, 1871
- Az egy szükséges. Pest, 1872 (prédikáczió)
- Egy teljes theologiai akadémia terve. Budapest, 1875
- A vallásbölcsészet kézikönyve. Budapest, 1877-1878. Két kötet. (Protestáns Theológiai Könyvtár. Ism. Budap. Szemle 1877, Prot. Egyh. Iskolai Lap 1877-78, Egyházi és Isk. Szemle 1877-1878) Első kötet
- A keresztyén egyház a IV., V., VI. századokban. Ford. Kereszturi Sándor (álnévvel). Budapest, 1880
- Tájékozás az újabb theologia körében. Budapest, 1880 (Protestáns Theológiai Könyvtár XII. Irták a hittudományi részt Keresztes József, a hittani részt K., az erkölcstani részt Bartók György) Baur Ferdinand Christian után ford. Budapest, 1883
- Emlékbeszéd Nagy Péter emlékköve leleplezésekor. Budapest, 1887